# 춘천대첩 72시간
"춘천대첩 72시간"은 2024년에 개봉한 대한민국의 영화이다.

## 캐스팅
- 이덕화 (다큐 진행)
- 이정성 : 김종오 역
- 오홍택 : 북한지휘관 역
- 정세윤 : 심일 역
- 조원빈 : 북한귀순자 역
- 이행숙 : 아낙네 역
- 정예주 : 여공 역
- 윤서정 : 여공 역
- 이동우 : 국군 역
- 김세웅 : 국군 역
- 이현서 : 국군 역

## 수상 목록
- 2024년 제11회 서울국제영화대상 다큐멘터리 감독상 (장이레, 최동호)